# Třída Benson
Třída Benson byla třída torpédoborců námořnictva Spojených států amerických. Celkem bylo postaveno 30 jednotek této třídy. Torpédoborce této třídy bojovaly ve druhé světové válce, přičemž tři byly v boji ztraceny. Jejich vyřazování proběhlo krátce po skončení války. Tři vyřazené torpédoborce získali američtí spojenci – Benson a Hilary P Jones provozovala Čínská republika, zatímco Woodworth zakoupila Itálie.

## Stavba
Celkem bylo postaveno 30 jednotek této třídy. První skupina šesti kusů byla objednána ve finančním roce 1938, zatímco ostatních 24 kusů bylo schváleno pro finanční roky 1941–1942. Do služby přitom nové torpédoborce vstupovaly mezi lety 1940–1943. Na jejich stavbě se podílelo celkem sedm loděnic. Na třídu Benson přitom úzce navazovala třídu Gleaves, která se lišila jen v detailech (mírně větší výtlak, jiný průřez komína atd.).

## Konstrukce

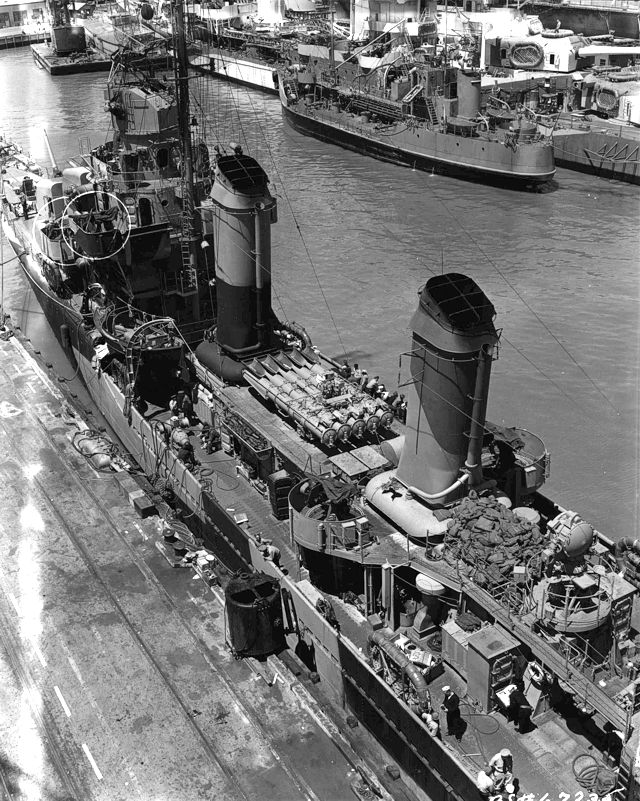
USS Woodworth

Základní výzbroj tvořilo pět 127mm kanónů (z nich kanóny 1, 2 a 5 byly v jednodělových věžích, zatímco kanóny 3 a 4 byly v nekrytých postaveních), šest 12,7mm kulometů a dva pětihlavňové 533mm torpédomety (původně měly nést trojhlavňové torpédomety jako třída Sims, nakonec ale dostaly jako první americké válečné lodě pětihlavňové instalace). Protiponorkovou výzbroj tvořilo šest vrhačů a dvě skluzavky hlubinných pum. Složení výzbroje se však u jednotlivých lodí měnilo. U některých lodí byl například odstraněn třetí 127mm kanón či jeden z torpédometů, naopak protiletadlovou výzbroj v pozdějších fázích války tvořily účinnější 20mm a 40mm kanóny.
V letech 1944–1945 bylo 24 jednotek upraveno na rychlé minolovky, což zahrnovalo zejména odstranění všech torpédometů a ještě jedné věže (zůstaly tak jen tři 127mm kanóny).
Pohonný systém tvořily čtyři kotle Babcock & Wilcox a dvě turbíny Westinghouse. Lodní šrouby byly dva. Dosah byl 6500 námořních mil při 12 uzlech. Nejvyšší rychlost dosahovala 35 uzlů.

## Operační nasazení
Torpédoborce této třídy byly nasazeny ve druhé světové válce, ve které byly tři ztraceny. Laffey a Barton byly ztraceny 13. listopadu 1942 u Guadalcanalu, zatímco Lansdale potopila 20. dubna 1944 ve Středomoří německá Luftwaffe.